# Ferrette
Ferrette (en idioma francés y oficialmente, Pfirt en idioma alemán, antiguamente llamado Scarpone) es una localidad y comuna francesa, situada en el departamento del Alto Rin, en la región de Alsacia.
Ferrette es la cabecera del cantón homónimo, el de situación más meridional de los cantones de la región, que agrupa a 30 comunas. Forma parte también de la mancomunidad de comunas del Jura alsaciano (Communauté de communes du Jura alsacien, CCJA) junto con otras 23 comunas de esta demarcación en la frontera con Suiza.
Ferrette fue durante el Antiguo Régimen capital de un condado, cuya titularidad honorífica es ostentada por la casa de Mónaco.

## Demografía
| 708 | 798 | 783 | 727 | 863 | 1020 |
| Para los censos de 1962 a 1999 la población legal corresponde a la población sin duplicidades (Fuente: INSEE [Consultar]) |     |     |     |     |      |

## Patrimonio artístico y cultural
- El castillo de Ferrette, catalogado monumento histórico en 1842.